# Ralf Loose
Ralf Loose (Dortmund, 1963. január 5. –) német labdarúgóhátvéd, középpályás, edző, a Preußen Münster vezetőedzője.